# Гарригос, Франсиско
Франсиско Гарригос Роса (исп. Francisco Garrigós Rosa, род. 9 декабря 1994, Мостолес, Мадрид) — испанский дзюдоист, бронзовый призёр летних Олимпийских игр 2024 года, чемпион мира 2023 года, трёхкратный чемпион Европы, призёр чемпионатов мира и Европы.

## Биография
Родился в 1994 году в Мостолесе. В 2016 году принял участие в Олимпийских играх в Рио-де-Жанейро, но проиграл в первой же схватке и занял лишь 17-е место в своей весовой категории. В 2017 году стал бронзовым призёром чемпионата Европы. В 2019 году завоевал серебряную медаль Европейских игр.
В 2020 году на чемпионате Европы в ноябре в чешской столице, Франсиско смог завоевать бронзовую медаль турнира. В полуфинале уступил будущему вице-чемпиону Европы россиянину Яго Абуладзе.
В апреле 2021 года на чемпионате Европы, который состоялся в португальской столице Лиссабоне, испанский спортсмен в финале в дополнительное время поборол француза Луку Мхеидзе и впервые в карьере стал чемпионом континента. В июне 2021 года на чемпионате мира, который состоялся в столице Венгрии, в Будапеште, испанский спортсмен завоевал бронзовую медаль в весовой категории до 60 кг, победив в схватке за 3-е место спортсмена из Франции Валида Хяра.
В мае 2023 года, в столице Катаре, на чемпионате мира, испанский дзюдоист в весовой категории до 60 кг стал чемпионом, в финале победив узбекского спортсмена Дилшодбека Баратова.
На летних Олимпийских играх 2024 года в Париже Франсиско завоевал бронзовую медаль, одолев в схватке за третье место грузинского спортсмена Георгия Сардалашвили.